# Tetrarhija
Tetrarhija (starogrško Τετραρχία, latinizirano: vladavina štirih [vladarjev]) je sistem vladanja, v katerem je moč razdeljena med štiri posameznike, ki pa se je v praksi zelo redko izvajala. 
Najbolj slavna tetrarhija je bila tista, ki jo je leta 293 vzpostavil rimski cesar Dioklecijan in je trajala do leta 313. Vzpostavitev tetrarhije je pomenila rešitev krize, ki je v 3. stoletju nastala v Rimskem cesarstvu in začetek njegove ozdravitve.

## Ustanovitev tetrarhije
Prvi korak k vzpostavitvi tetrarhije je bila diarhija (dob. vladavina dveh), ki se je začela leta 285 z imenovanjem generala Maksimijana za Dioklecijanovega socesarja. Dioklecijan je kot starejši cesar nosil naslov avgust, Maksimijan kot mlajši cesar pa naslov cezar. Naslednje leto sta si cesarstvo razdelila: Maksimijan je prevzel oblast na Zahodu, Dioklecijan pa na Vzhodu. Leta 293 je bilo treba zaradi krize v cesarstvu reševati številne družbene in vojaške probleme, zato je Dioklecijan z Maksimijanovim soglasjem cesarski kolegij razširil: Maksimijana je povišal v avgusta in imenoval dva nova cezarja; Galerija in Konstancija Klora. Iz diarhije je nastala tetrarhija.
Leta 305 sta Dioklecijan in Maksimijan odstopila in se umaknila z oblasti. Konstancij in Galerij sta postala nova avgusta, za nova cezarja pa sta imenovala Severa II. in Maksimina Daja.

## Delitev ozemlja in glavna mesta
Tetrarhi niso vladali iz Rima, pač pa so za svoje prestolnice izbrali mesta, ki so bila bliže mejam cesarstva. Imenovala so se »tetrarhične prestolnice« in so bila središča, iz katerih so laže branili meje cesarstva pred rivali, predvsem Sasanidi iz Perzije, številnimi nomadskimi stepskimi plemeni na Donavi in Germani na Renu. Glavno mesto cesarstva je bilo uradno še vedno »Večno mesto« Rim, ki je dobil svojega mestnega prefekta (praefectus urbis), kakršnega je dobil kasneje tudi Konstantinopel.
Tetrarhične prestolnice so bile:
- Nikomedija v severozahodni Mali Aziji (današnji Izmit v Turčiji) je bila prestolnica vzhodnega in višjega avgusta Dioklecijana in središče obrambe pred vdori na Balkan in vdori Sasanidov iz Perzije. Po reformah Konstantina I. Velikega leta 318 je postala središče pretorijanske prefekture Oriens (Vzhod), ki je tvorila jedro kasnejšega Bizantinsko cesarstvo|Bizantinskega cesarstva.
- Sirmium (današnja Sremska Mitrovica v Vojvodini, Srbija) na Donavi je bila glavno mesto vzhodnega cezarja Galerija. Na tem ozemlju je kasneje nastala balkansko-podonavska prefektura Illyricum.
- Mediolanum (današnji Milano v severni Italiji) je bil prestolnica zahodnega avgusta Maksimijana. V njegovi domeni sta bili Italija in Afrika, ki sta imeli zelo kratko zunanjo kopensko mejo.
- Augusta Treverorum (današnji Trier v Nemčiji) je bil prestolnica zahodnega cezarja Konstancija Klora. Mesto je ležalo v bližini strateške meje na Renu in je bilo pred tem prestolnica galskega cesarja Tetrika I., kasneje pa je postalo glavno mesto prefekture Galije.

Pomembni središči sta bili tudi Akvileja, pristanišče na jadranski obali in Eburacum (današnji York v severni Angliji) na meji s keltskimi plemeni iz današnje Škotske in Irske, ki sta pripadali Maksimijanu oziroma Konstanciju.
Sodna oblast v cesarstvu ni bila natančno razdeljena med tetrarhe, zato v tistem času ni izgledalo, da je cesarstvo pravzaprav razdeljeno na štiri podcesarstva. Vsak cesar je imel na civilnem področju znotraj Rimskega cesarstva svoje vplivno področje, in nič več kot to. Bil je predvsem vojaški poveljnik in zato pogosto na vojnih pohodih, tako da je večino upravnih in birokratskih poslov prepustil svojemu pretorijanskemu prefektu. Vsak prefekt je imel nekaj vikarijev (vicarii), generalnih guvernerjev civilnih diocez. Cesarstvo je bilo prvotno razdeljeno na dvanajst diocez, kasneje pa se je njihovo število povečalo, ker se je nekaj diocez razcepilo. Dioceze so se delile na province, znane tudi kot eparhije. 
Zahodni avgust Maksimijan je vladal provincam zahodno od Jadranskega morja in Sirtisa (Italija, Hispanija in Afrika), njegov cezar Konstancij pa Galiji in Britaniji. Na vzhodu je bila delitev oblasti med Dioklecijanom in Galerijem mnogo bolj elastična.
Izgleda, da so nekateri tedanji in tudi kasnejši pisci, na primer Laktancij in Sikst Avrelij Victor, ki je pisal kakšnih petdeset let za tetrarhijo, sistem razumeli napačno in so bili prepričani, da je bila delitev oblasti med štirimi cesarji bolj razmejena.

## Javna podoba
Čeprav je bila državna oblast v tetrarhiji razdeljena, so z javno podobo štirih cesarjev iz cesarskega kolegija skrbno manipulirali, tako da je dajala vtis, da je cesarstvo enotno (patrimonium indivisum). To je bilo še posebno pomembno po državljanski vojni v 3. stoletju. 
Na uradnih portretih cesarjev je bila njihova podoba popolnoma enaka. Tako je bilo tudi na kovancih in samo iz napisov na njih je bilo razvidno, za katerega cesarja pravzaprav gre. Na enak način so prikazani tudi na porfirnem kipu, ki stoji na jugozahodnem vogalu bazilike sv. Marka v Benetkah: vsi imajo enako zunanjo podobo in enako vojaško opravo.

## Vojaški uspehi
Eden največjih problemov, s katerimi so se soočali rimski cesarji v 3. stoletju je bil, da so lahko osebno poveljevali vojski smo na eni fronti istočasno. Cesarja Avrelijan (270–275) in Prob (276–282) sta svojo vojsko spremljala tudi več tisoč kilometrov daleč, toda ta rešitev ni bila idealna. Poleg tega je bilo za cesarje nevarno, če bi v svoji odsotnosti oblast predali kakšnemu podrejenemu generalu: če bi general zmagal, bi se s podporo vojske lahko proglasil za cesarja, kar se je pogosto dogajalo. V tetrarhiji je bilo stanje drugačno: vsi člani cesarskega kolegija so bili praktično enaki, čeprav sta bila dva cesarja po statusu uradno višja, dva pa nižja. Njihove obveznosti in poblastila so bili enaka. 
V obdobju tetrarhije je cesarstvo doseglo več pomemebnih vojaških zmag. Tako diarhični kot tetrarhični sistem sta omogočila, da so bili cesarji vedno v bližini kritičnih področij in so lahko osebno reševali krize ali poveljevali vojski na več frontah istočasno. Po porazu s Perzijci leta 296, je Galerij leta 298 porazil perzijskega kralja Narseha in prekinil niz rimskih porazov, ki so se dogajali celo stoletje. Ujel je člane njegove družine in dobil obilen plen, potem pa je sklenil zelo ugodno mirovno pogodbo, ki je obema cesarstvoma zagotovila mir za nekaj generacij. Velike uspehe so imeli tudi drugi cesarji: Konstancij je porazil britanskega uzurpatorja Alekta, Maksimijan je pomiril Gale, Dioklecijan pa je zatrl Domicijanov upor v Egiptu. 

## Padec tetrarhije

### Zmeda in propad
Leta 305 sta cesarja Dioklecijan in Maksimijan po dvajsetih letih vladanja odstopila. Njuna cezarja Galerij in Konstancij Klor sta postala avgusta in za svoja cezarja imenovala Maksimina (Galerij) in Flavija Valerija Severa (Konstancij). Nastala je druga tetrarhija. 
Sistem se je kljub temu kmalu zatem zlomil. Ko je Konstancij leta 306 umrl, je Galerij v avgusta povišal svojega cezarja Severa, za avgusta pa se je s podporo očetove vojske proglasil tudi Konstancijev sin Konstantin I. Istočasno je Maksimijanov sin Maksencij, ki je bil besen, ker so ga pri delitvi oblasti izpustili, porazil Severa in ga prisilil k odstopu, potem pa je leta 307 organiziral njegov umor. Maksencij in Maksimijan sta se potem razglasila za avgusta. Leta 308 so bili na oblasti kar štirje avgusti (Galerij, Konstantin, Maksimijan in Maksencij) in samo en cezar (Maksimin). 
Leta 308 je Galerij skupaj z upokojenim cesarjam Dioklecijanom in s podporo prav tako upokojenega Maksimijana sklical v Carnuntumu (vojaško taborišče med današnjim Dunajem in Bratislavo) cesarsko konferenco, na kateri so se dogovorili, da bo avgust na Zahodu postal Licinij, njegov cezar pa bo Konstantin. Oblast na Vzhodu se ni spremenila: Galerij je ostal avgust, Maksimin pa cezar. Maksimijan se je upokojil, Maksencij pa se je proglasil za uzurpatorja. Takšna delitev oblasti je bila za tetrarhijo usodna. Vladar v Italiji in Afriki je leta 308 de facto postal Maksencij, čeprav uradno ni bil cesar, niti Konstantin niti Maksimin, ki sta bila od leta 305 uradno cezarja, pa za svojega nadrejenega nista bila pripravljena sprejeti avgusta Licinija. 
Po izjalovljenem poskusu, da bi Konstantinu in Maksiminu podelili nepomemben tolažilni naslov filius Augusti (sin avgusta), ki naj bi bil alternativa za cezarja in naj bi jima dal pravico do nasledstva, so leta 309 obema priznali naslov avgusta. Štirje avgusti so se potem začeli potegovati za oblast.

### Konec tetrarhije
Od leta 309 do 313 je večina kandidatov za cesarski položaj umrla ali bila ubita v medsebojnih spopadih: Konstantin je leta 310 dal ubiti Maksimijana, Galerij je leta 311 umrl naravne smrti, Maksencija je leta 312 v bitki pri Milvjskem mostu porazil Konstantin, potem pa so ga ubili, Maksimin pa je po porazu z Licinijem leta 313 v Tarzu naredil samomor.
Leta 313 sta ostala živa samo še dva cesarja: Konstantin na Zahodu in Licinij na Vzhodu. Tetrarhični sistem je razpadel, čeprav je uradno trajal do leta 324, ko je Konstantin dokončno porazil Licinija, združil obe polovici Rimskega cesarstva in se proglasil za edinega avgusta.

## Zapuščina
Čeprav je tetrarhični sistem kot tak leta 313 prenehal obstojati, je nekaj njegovih pojavov preživelo. Delitev cesarstva na štiri regije se je nadaljevalo v obliki pretorijanskih prefektur, ki so jih upravljali pretorijanski prefekti. Prefekture so se delile na manjše upravne enote – dioceze. Ohranil se je tudi naslov magister militum, ki je bil naziv nad-provincijalnega vojaškega poveljnika.
Ohranil se je tudi consortium imperii, ki je prvotno pomenil delitev cesarske oblasti, potem pa je pomenil, da je pridruženi vladar hkrati tudi cesarjev naslednik. Prenos oblasti je bil zato lažji, toda dostikrat v nasprotju z dedovanjem po rojstvu ali s posvojitvijo.
Ponovno se je pojavila ideja o dveh polovicah cesarstva, zahodni in vzhodni, ki je po smrti cesarja Teodozija I. (379–395) pripeljala do resnične delitve Rimskega cesarstva. Treba je poudariti, da cesarstvo formalno nikoli ni bilo razdeljeno. Cesarja Vzhoda in Zahoda sta vse do padca Zahodnega Rimskega cesarstva vladala kot nekakšna diarha, po padcu pa je kot edini neposredni naslednik cesarstva vlogo »drugega Rima« prevzel Bizanc.

## Druge tetrarhije
- V antiki so tetrarhije obstojale v Tesaliji (severna Grčija) in Galatiji v osrednji Mali Aziji.
- V judovskih kneževinah v Rimski Palestini je Herod Antipa kot tetrarh vladal v Galileji in Pereji (tako je prikazan v evangeliju po Mateju, v evangeliju po Marku je prikazan kot kralj).
- Po bizantinski zasedbi vzhodne Bolgarije leta 971, so v svobodnem delu cesarstva do leta 976 kot tetrarhi vladali bratje David, Aron, Mojzes in Samuel Komitopuli.
- Na številnih sodobnih ameriških univerzah je tetrarhija priljubljena oblika študentske vlade, ki se zgleduje po modelu na Univerzi Virginije.

## Zunanje povezava
- Podrobna kronologija tetrarhije od Dioklecijana do Konstantina
- Taberaričen prikaz vladarjev od Dioklecijana do Konstantina